# .32 S&W Long
O .32 S&W Long, também conhecido como 7,65x23mm, é um cartucho, com base no cartucho anterior .32 S&W. Foi introduzido em 1896 pela Smith & Wesson para o modelo que ficou conhecido como "First-model Hand Ejector revolver". A Colt chamou-o de .32 Colt New Police em revólveres feitos para esse cartucho.

## História
O .32 S&W Long foi introduzido primeiro em 1896 para o revólver "First-model Hand Ejector". O .32 Long é simplesmente uma versão alongada do .32 S&W. O projeto do "Hand Ejector" sofreu evoluçoes, mas com o seu tambor de abertura lateral e haste extratora, tem sido a base para cada revólver S&W projetado desde então. Em 1896, o cartucho era carregado com pólvora negra. Em 1903 o pequeno "Hand Ejector" foi atualizado com um novo projeto. O cartucho permaneceu o mesmo, mas passou a ser carregado com pólvora sem fumaça para aproximadamente a mesma pressão da câmara.

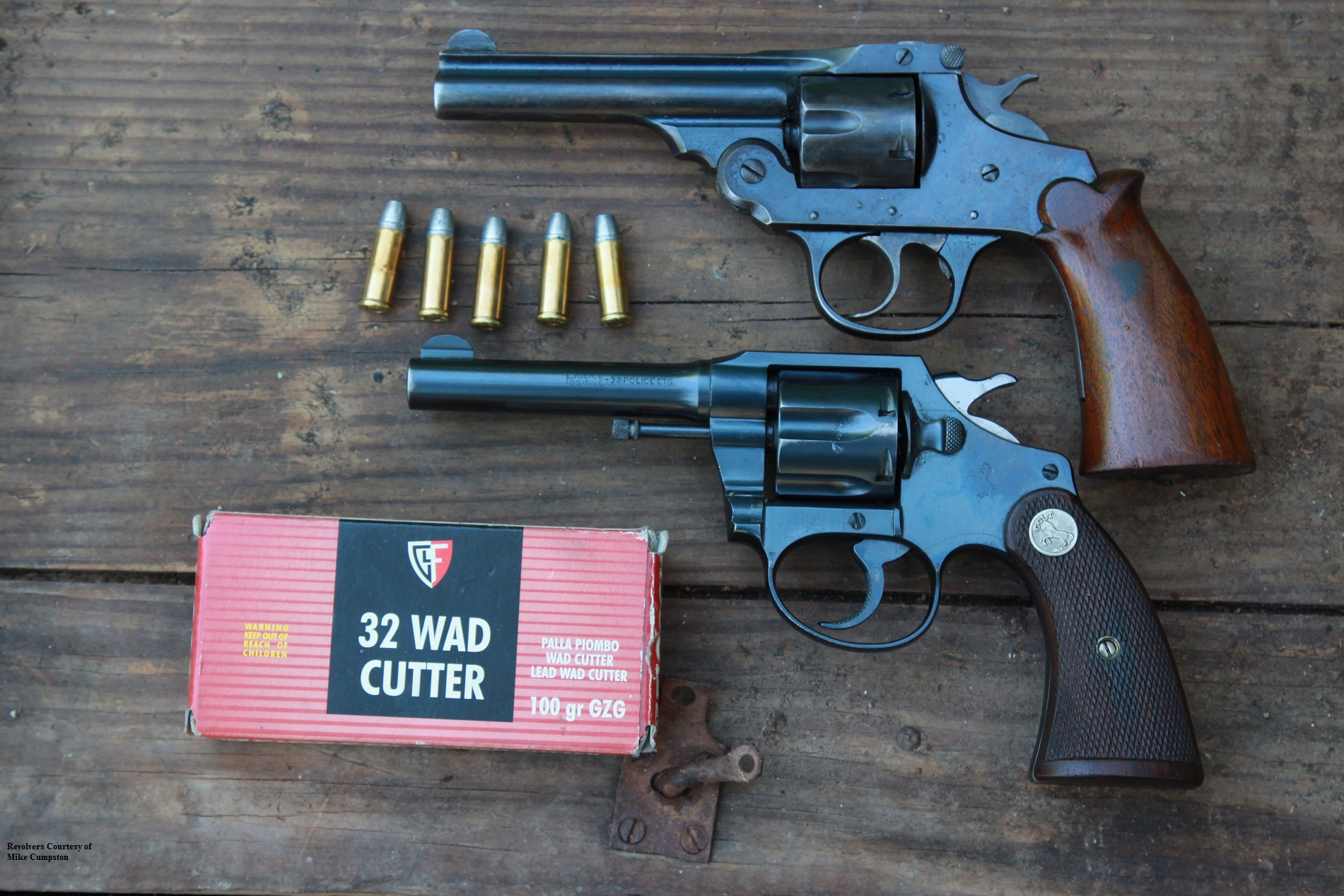
Acima: o Iver Johnson Safety Automatic^{*} Abaixo: o Colt Police Positive
Ambos com câmaras para .32 Smith e Wesson Long / Colt New Police
- "Automatic" se refere à ejeção automática simultânea de cartuchos ou estojos.

Quando atuava como comissário de polícia da cidade de Nova York, Theodore Roosevelt padronizou o uso do revólver Colt New Police do departamento. O cartucho foi então adotado por vários outros departamentos de polícia nordestinos dos EUA. O .32 Long é bem conhecido como um cartucho incomumente preciso. Essa reputação levou o comissário de polícia Roosevelt a selecioná-lo como uma maneira conveniente de aumentar a precisão dos oficiais com seus revólveres na cidade de Nova York. A empresa Colt referiu-se ao cartucho como ".32 Colt's New Police", simultaneamente com a conversão do revólver Colt New Police do .32 Long Colt. Os cartuchos são funcionalmente idênticos, com a exceção de que o cartucho .32 New Police foi historicamente carregado com uma "bala canto-vivo", em oposição à arredondada do .32 S&W Long.

## Uso atual
Nos Estados Unidos, geralmente são os revólveres mais antigos que possuem câmaras deste calibre. O cartucho quase caiu em desuso devido a revólveres menores com câmara .38 Special sendo mais eficazes para autodefesa. O cartucho é amplamente utilizado internacionalmente, especialmente em países como a Índia, que restringem os calibres disponíveis para proprietários civis de armas de fogo. Revólveres ainda são produzidos neste calibre na América do Sul, Sul da Ásia e Europa Oriental.

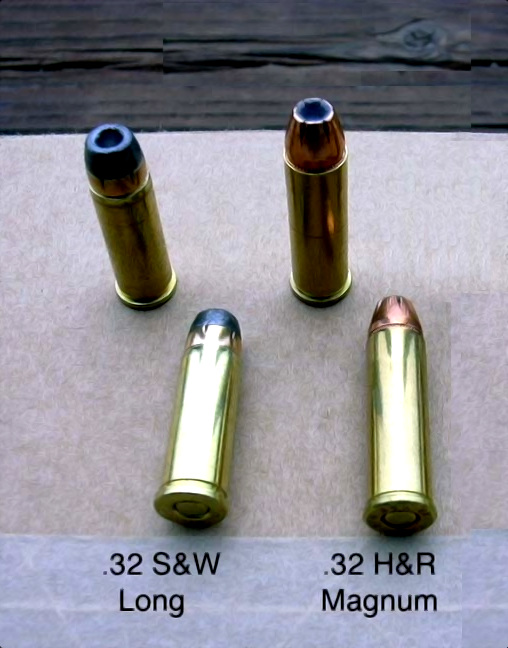
O cartucho .32 S&W Long comparado ao .32 H&R Magnum.

O .32 S&W Long é popular entre os participantes de competições de Pistola de fogo central a 25 metros da ISSF, usando pistolas de precisão de fabricantes como Pardini Arms, Morini, Hämmerli, Benelli, e Walther, entre outros, mas com câmara para o tipo de bala "wadcutter". A variante esportiva do Manurhin MR 73, também conhecido como MR 32, também é compartimentado em .32 S&W Long.
O Revólver "IOF .32" fabricado pela "Indian Ordnance Factory" para titulares de licença civis é compartimentado para este cartucho.

## Intercambiabilidade
O "headspace" do .32 S&W Long é no aro e compartilha as dimensões do aro e os diâmetros do estojo e da bala do cartucho .32 S&W mais curto e dos cartuchos .32 H&R Magnum e .327 Federal Magnum mais longos. O .32 S&W sendo mais curto, pode ser disparado em pistolas com câmara para o .32 S&W Long; e o .32 S&W Long pode ser disparado em armas com câmaras para os mais longos H&R e Federal Magnums; embora os cartuchos mais longos não devam caber e não devam ser disparados em armas projetadas para os cartuchos mais curtos e consequentemente, menos potentes.

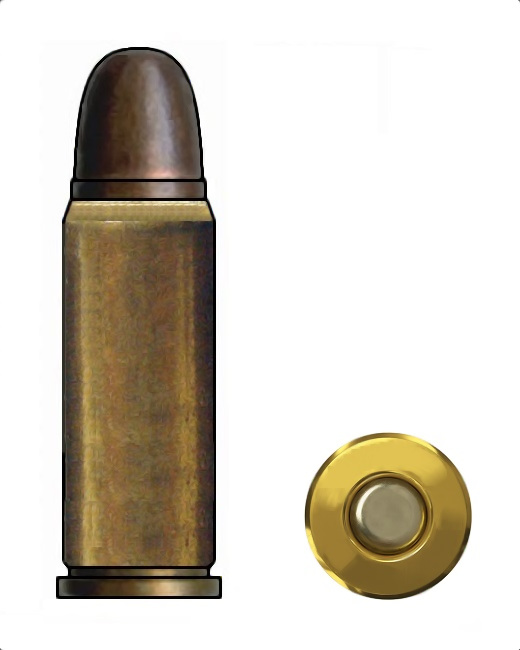
O cartucho .32 S&W Long.

O .32 S&W Long' e o .32 Long Colt não são intercambiáveis. Como eram contemporâneos, foi amplamente divulgado que esses cartuchos seriam intercambiáveis, mas na verdade nunca foi considerado seguro fazê-lo.

## Dimensões

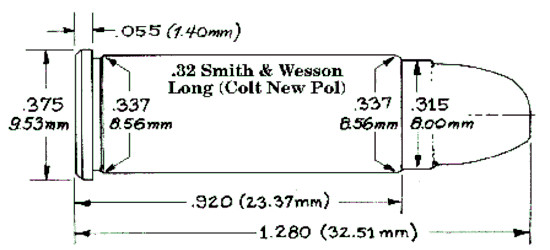